# Système de signes Paget Gorman
Le système de signes Paget Gorman (en anglais : Paget Gorman Signed Speech (PGSS), Paget Gorman Sign System ou Paget Gorman Systematic Sign Language) est une forme codée manuellement de la langue anglaise, conçue pour être utilisé avec des enfants ayant des problèmes d'élocution ou de communication.
Le PGSS a été initialement développé au Royaume-Uni par Sir Richard Paget dans les années 1930, et plus tard par Lady Grace Paget et Pierre Gorman. Le système utilise 37 signes de base et 21 positions de la main standard, qui peuvent être combinés pour représenter un grand vocabulaire de mots anglais, y compris les fins de mots et les temps des verbes.
Le système était très répandu dans les écoles sourdes au Royaume-Uni entre les années 1960 et 1980, mais depuis l'émergence de la langue des signes britannique et du Signé anglais (en) basé sur elle dans l'éducation des sourds, son utilisation est désormais limitée au domaine des troubles de la parole et du langage.